# Reno Wilson

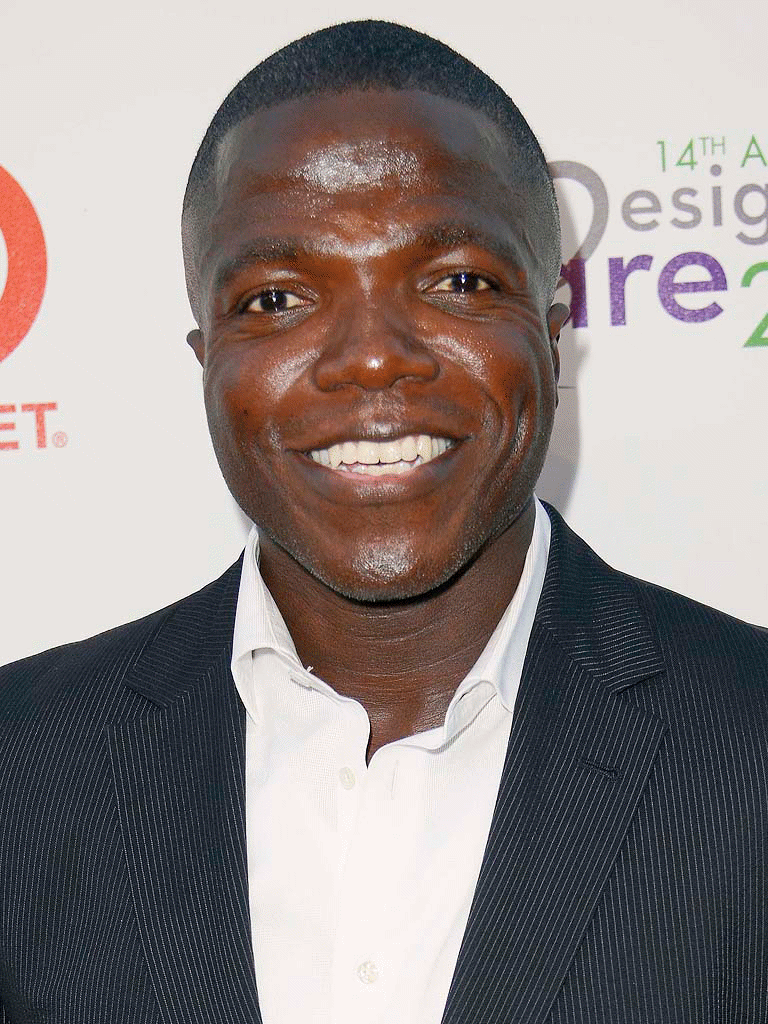
Reno Wilson

Roy „Reno“ Wilson (* 20. Januar 1969) ist ein US-amerikanischer Schauspieler, Komiker und Synchronsprecher.

## Schauspiel
Wilson spielte in einer Reihe von Fernsehprogrammen und Filmen mit. Seine erste Fernsehrolle war auf NBC “The Cosby Show” (deutscher Titel: „Die Bill Cosby Show“), wo er in der fünften und sechsten Staffel Theo Huxtables College-Freund Howard darstellte. Des Weiteren hatte er in der Serie Der Prinz von Bel-Air in der vierten Staffel eine Nebenrolle. Seine letzten Filmrollen waren der Charakter Orlando in Crank und Crank 2: High Voltage. Eine seiner bekanntesten Rollen war die des  Polizeibeamten Carl MacMillan in der CBS-Sitcom Mike & Molly und spielte auch in Prison Break mit.

## Synchronisation
Wilson lieh seine Stimme den Charakteren Frenzy, Mudflap und Brains in der Transformers-Filmreihe. Weiterhin sprach er Sazh Katzroy in Final Fantasy XIII und dessen Fortsetzung sowie den Charakter Killer Bee in dem Spiel Naruto Shippuden: Ultimate Ninja Storm 2.

## Filmografie (Auswahl)
- 1994: Der Prinz von Bel-Air (Fernsehserie, Folge 4x26)
- 1996: Immer Ärger mit Sergeant Bilko
- 1996: The Great White Hype
- 1998: Mein großer Freund Joe
- 1998: Dämon – Trau keiner Seele
- 1999: Sliders – Das Tor in eine fremde Dimension (Fernsehserie, Folge 5x06)[1]
- 2006: Crank
- 2009: Crank 2: High Voltage
- 2009: Prison Break (Fernsehserie, 2 Folgen)
- 2010: Scrubs – Med School (Fernsehserie, Folge 9x11)
- 2010–2016: Mike & Molly (Fernsehserie, 127 Folgen)
- 2018–2021: Good Girls (Fernsehserie, 50 Folgen)
- 2021: Born a Champion
- 2023: Bel-Air (Fernsehserie, 5 Folgen)
- 2024–2025: Dexter: Original Sin (Fernsehserie, 10 Folgen)